# João Adelino Faria
João Adelino Faria (Castelo de Vide, 1966) é um jornalista português.
Licenciado em Direito, pela Universidade Católica Portuguesa, começou por estagiar no antigo semanário O Jornal e foi redactor do Se7e e do Jornal de Letras. Mais tarde ingressou na Correio da Manhã Rádio, onde foi editor de informação, realizador de programas de entrevistas e repórter, acompanhando a primeira presidência da União Europeia, em Bruxelas, em 1992.
Convidado por Emídio Rangel, deixou a rádio para integrar a equipa fundadora da SIC. Nesta estação foi editor de política internacional, correspondente em Londres, apresentador de informação e enviado especial a acontecimentos internacionais. Apresentou a Edição da Noite na SIC Notícias, durante cinco anos. Recebeu o Prémio Internacional de Reportagem da Fundação Luso-Americana e de Melhor Apresentador de Informação Televisiva, atribuído pela Casa da Imprensa. Foi director-adjunto de informação da Rádio Clube Português, onde apresentou e editou o programa Minuto a Minuto.
Desde 2008, apresenta o Telejornal da RTP1.
1. 1 2 3  «João Adelino Faria: "Dói? Dói. Sangra? Sangra. Mas quanto mais atacam a RTP, mais unida fica"». Diário de Notícias (em inglês). Consultado em 10 de julho de 2024
2. ↑  «Ser o preferido "reflete o facto de a informação da RTP ser a preferida dos portugueses"». Dinheiro Vivo. Consultado em 10 de julho de 2024
3. ↑  «Telejornal de 23 jan 2024 - RTP Play - RTP». RTP Play. Consultado em 10 de julho de 2024